# Aconitum decipiens
Aconitum decipiens là một loài thực vật có hoa trong họ Mao lương. Loài này được Vorosch. & Anfalov mô tả khoa học đầu tiên năm 1943.